# Mittelmeerspiele 2022/Schwimmen
Bei den Mittelmeerspielen 2022 in Oran, Algerien, fanden vom 1. bis 5. Juli insgesamt 38 Wettbewerbe im Schwimmen statt, jeweils 19 bei den Männern und bei den Frauen. Austragungsort war das Aquatic Center in Bir El Djir.

## Bilanz

### Medaillenspiegel
| Platz  | Land                    | Gold | Silber | Bronze | Gesamt |
| ------ | ----------------------- | ---- | ------ | ------ | ------ |
| 1      | Italien                 | 15   | 7      | 14     | 36     |
| 2      | Griechenland            | 6    | 6      | 1      | 13     |
| 3      | Türkei                  | 5    | 5      | 9      | 19     |
| 4      | Slowenien               | 3    | 5      | 2      | 10     |
| 5      | Portugal                | 3    | 4      | 2      | 9      |
| 6      | Bosnien und Herzegowina | 2    | —      | —      | 2      |
| 7      | Spanien                 | 1    | 5      | 4      | 10     |
| 8      | Frankreich              | 1    | 4      | 3      | 8      |
| 9      | Algerien                | 1    | 1      | 2      | 4      |
| 10     | Zypern                  | 1    | —      | 1      | 2      |
| 11     | Serbien                 | 1    | —      | —      | 1      |
| Gesamt | Gesamt                  | 39   | 37     | 38     | 114    |

### Medaillengewinner
Männer
| Disziplin           | Gold | Silber                                                                                                   | Bronze                                                             |
| ------------------- | --- | --- | ------------------------------------------------------------------ |
| 50 m Freistil       | Kristian Gkolomeev | Miguel Nascimento                                                                                        | Oussama Sahnoune                                                   |
| 100 m Freistil      | Filippo Megli | Diogo Ribeiro                                                                                            | Alessandro Bori                                                    |
| 200 m Freistil      | Filippo Megli | Dimitrios Markos                                                                                         | Luis Domínguez                                                     |
| 400 m Freistil      | Dimitrios Markos | Joris Bouchaut                                                                                           | Luca De Tullio                                                     |
| 1500 m Freistil     | Joris Bouchaut | Dimitrios Markos                                                                                         | Mert Kılavuz                                                       |
| 50 m Rücken         | Simone Stefanì | Juan Segura                                                                                              | Lorenzo Mora                                                       |
| 100 m Rücken        | Evangelos Makrygiannis | Lorenzo Mora                                                                                             | Stanislas Huille                                                   |
| 200 m Rücken        | Lorenzo Mora | Matteo Restivo                                                                                           | Christophe Brun                                                    |
| 50 m Brust          | Fabio Scozzoli | Emre Sakçı                                                                                               | Peter John Stevens                                                 |
| 100 m Brust         | Berkay Ömer Öğretir | Emre Sakçı                                                                                               | Alessandro Pinzuti                                                 |
| 200 m Brust         | Berkay Ömer Öğretir | Antoine Marc                                                                                             | Alex Castejón                                                      |
| 50 m Schmetterling  | Diogo Ribeiro | Matteo Rivolta                                                                                           | Kristian Gkolomeev                                                 |
| 100 m Schmetterling | Matteo Rivolta | Jaouad Syoud                                                                                             | Edoardo Valsecchi                                                  |
| 200 m Schmetterling | Claudio Faraci | Andreas Vazaios                                                                                          | Jaouad Syoud                                                       |
| 200 m Lagen         | Andreas Vazaios Jaouad Syoud | — | Pier Andrea Matteazzi                                              |
| 400 m Lagen         | Pier Andrea Matteazzi | Anže Ferš Eržen                                                                                          | Pietro Paolo Sarpe                                                 |
| 4 × 100 m Freistil  | ItalienLuca Serio Alessandro Bori Giovanni Carraro Filippo Megli                                                                   | GriechenlandAndreas Vazaios Stergios Bilas Kristian Gkolomeev Dimitrios Markos                           | FrankreichCharles Rihoux Mathias Even Tom Hug-Dreyfus Arthur Berol |
| 4 × 200 m Freistil  | GriechenlandDimitrios Markos Evangelos Makrygiannis Konstantinos Stamou Andreas Vazaios                                            | SpanienMario Mollá Carlos Quijada Luis Domínguez Miguel Martínez                                         | TürkeiBaturalp Ünlü Batuhan Filiz Efe Turan Doğa Çelik             |
| 4 × 100 m Lagen     | ItalienLorenzo Mora Alessandro Pinzuti Matteo Rivolta Alessandro Bori Matteo Restivo Alessandro Fusco Simone Stefanì Filippo Megli | FrankreichMathys Chouchaoui Clément Bidard Stanislas Huille Charles Rihoux Christophe Brun Sergueï Comte | TürkeiBerke Saka Berkay Ömer Öğretir Ümitcan Güreş Baturalp Ünlü   |

Frauen
| Disziplin           | Gold                                                               | Silber                                                              | Bronze                                                                          |
| ------------------- | ------------------------------------------------------------------ | ------------------------------------------------------------------- | ------------------------------------------------------------------------------- |
| 50 m Freistil       | Lidón Muñoz                                                        | Neža Klančar                                                        | Kalia Antoniou                                                                  |
| 100 m Freistil      | Kalia Antoniou                                                     | Janja Šegel                                                         | Neža Klančar                                                                    |
| 200 m Freistil      | Janja Šegel                                                        | Katja Fain                                                          | Alice Mizzau                                                                    |
| 400 m Freistil      | Deniz Ertan                                                        | Katja Fain                                                          | Antonietta Cesarano                                                             |
| 800 m Freistil      | Merve Tuncel                                                       | Deniz Ertan                                                         | Martina Caramignoli                                                             |
| 50 m Rücken         | Nina Stanisavljević                                                | Anna Doudounaki                                                     | Rafaela Azevedo                                                                 |
| 100 m Rücken        | Camila Rebelo                                                      | Carlotta Zofkova                                                    | Carmen Weiler                                                                   |
| 200 m Rücken        | Camila Rebelo                                                      | África Zamorano                                                     | Ekaterina Awramowa                                                              |
| 50 m Brust          | Lisa Angiolini                                                     | Ana Rodrigues                                                       | Anita Bottazzo                                                                  |
| 100 m Brust         | Lisa Angiolini                                                     | Anita Bottazzo                                                      | Viktoriya Zeynep Güneş                                                          |
| 200 m Brust         | Viktoriya Zeynep Güneş                                             | Marina García                                                       | Raquel Pereira                                                                  |
| 50 m Schmetterling  | Anna Doudounaki                                                    | Viola Scotto di Carlo                                               | Sonia Laquintana                                                                |
| 100 m Schmetterling | Lana Pudar                                                         | Anna Doudounaki                                                     | Ilaria Bianchi                                                                  |
| 200 m Schmetterling | Lana Pudar                                                         | Ana Montero                                                         | Merve Tuncel                                                                    |
| 200 m Lagen         | Sara Franceschi                                                    | Viktoriya Zeynep Güneş                                              | Deniz Ertan                                                                     |
| 400 m Lagen         | Sara Franceschi                                                    | Deniz Ertan                                                         | Alba Vázquez                                                                    |
| 4 × 100 m Freistil  | SlowenienJanja Šegel Neža Klančar Katja Fain Tjaša Pintar          | FrankreichAssia Touati Lucile Tessariol Marina Jehl Océane Carnez   | ItalienSonia Laquintana Alice Mizzau Viola Scotto di Carlo Sofia Morini         |
| 4 × 200 m Freistil  | SlowenienJanja Šegel Neža Klančar Katja Fain Tjaša Pintar          | ItalienLinda Caponi Antonietta Cesarano Noemi Cesarano Alice Mizzau | TürkeiDeniz Ertan Merve Tuncel Ecem Dönmez Beril Böcekler                       |
| 4 × 100 m Lagen     | ItalienCarlotta Zofkova Lisa Angiolini Ilaria Bianchi Sofia Morini | SpanienÁfrica Zamorano Marina García Carla Hurtado Lidón Muñoz      | TürkeiEkaterina Awramowa Viktoriya Zeynep Güneş Deniz Ertan İlknur Nihan Çakıcı |